# Diachasmimorpha juglandis
Diachasmimorpha juglandis är en stekelart som först beskrevs av Muesebeck 1961.  Diachasmimorpha juglandis ingår i släktet Diachasmimorpha och familjen bracksteklar. Inga underarter finns listade i Catalogue of Life.